# Karel Chochola
Karel Chochola (30. září 1893, Plzeň – 3. června 1942, Tábor) byl český architekt působící v jižních Čechách.

## Život a dílo
Během studií V Plzni na c. k. reálném gymnáziu v Plzni se seznámil se svým celoživotním přítelem, malířem Ottou Matouškem. Přes prvotní úmysl studovat malířství absolvoval Vysokou školu architektury a pozemního stavitelství v Praze a posléze v Paříži a Římě. Usadil se v Českých Budějovicích. V roce 1925 se spolu s Matouškem stali zakládajícími členy Sdružení jihočeských výtvarníků.
Patřil k významným představitelům funkcionalismu a konstruktivismu. Většina jeho architektonické činnosti je soustředěna do 20. a 30. let 20. století. Jako specifický rys jeho návrhů je uváděna „záliba v symetrické dispozici, v níž mnozí funkcionalisté tušili formový apriorismus, a proto se jí důsledně vyhýbali.“
Mezi jeho stavby patří kino Kotva, obchodní dům firmy Brouk a Babka, administrativní budova Jihočeských elektráren, blok pěti třípatrových obytných domů Tabáková režie v Havlíčkově kolonii a několik funkcionalistických vil (vše v Českých Budějovicích), kromě toho pak areál hřbitova s obřadní síní v Protivíně.  Architekt Karel Chochola je i autorem funkcionalistického fotoateliéru Šechtl a Voseček v Pelhřimově z roku 1925, další co stavěl, resp. přepracoval v Pelhřimově byla budova dnešní Komerční banky na náměstí. Stavbu prováděl pelhřimovský stavitel Antonín Schreyer.
Zpracoval rovněž architektonický koncept Jiráskova jezu a urbanistický návrh Sokolského stadiónu.
Po vzniku Protektorátu se zapojil do protinacistického odboje, byl odhalen a v roce 1942 v Táboře popraven. V roce 1945 byl in memoriam vyznamenán Československým válečným křížem 1939. Na českobudějovickém sídlišti Máj po něm byla pojmenována ulice.

## Realizace
- 1924 Tribuna Sokolského stadionu, Sokolský ostrov 462/4, České Budějovice
- 1927 Obřadní síň hřbitova, Protivín[7]
- 1929 Bio Kotva, Lidická třída 2110, České Budějovice
- 1930 Rodinný dům Karla Chocholy, S. K. Neumanna 258/4, České Budějovice[8]
- 1930 Rodinný dům Otty Matouška, S. K. Neumanna 304/11, České Budějovice
- 1930 Administrativní budova Jihočeských elektráren, Lannova třída 205/16, České Budějovice[9]
- 1931 Vila manželů Svobodových, Dukelská 671/66, České Budějovice
- 1933 Nájemní domy Československé tabákové režie, M. Vydrové 533/21 a 535/23, Čechova 534/36, Roháče z Dubé 522/8 a 523/6), České Budějovice
- 1935 Obchodní dům Brouk a Babka, Široká 432/11, České Budějovice[10]
- 1937 Hybný jez na Vltavě u Gellertovy papírny, České Budějovice
- 1938 Závodní dům s biografem firmy I. Spiro & Söhne, Papírenská 185, Větřní
- 1940 Chata Karla Chocholy, Doudleby 16, Doudleby

## Galerie

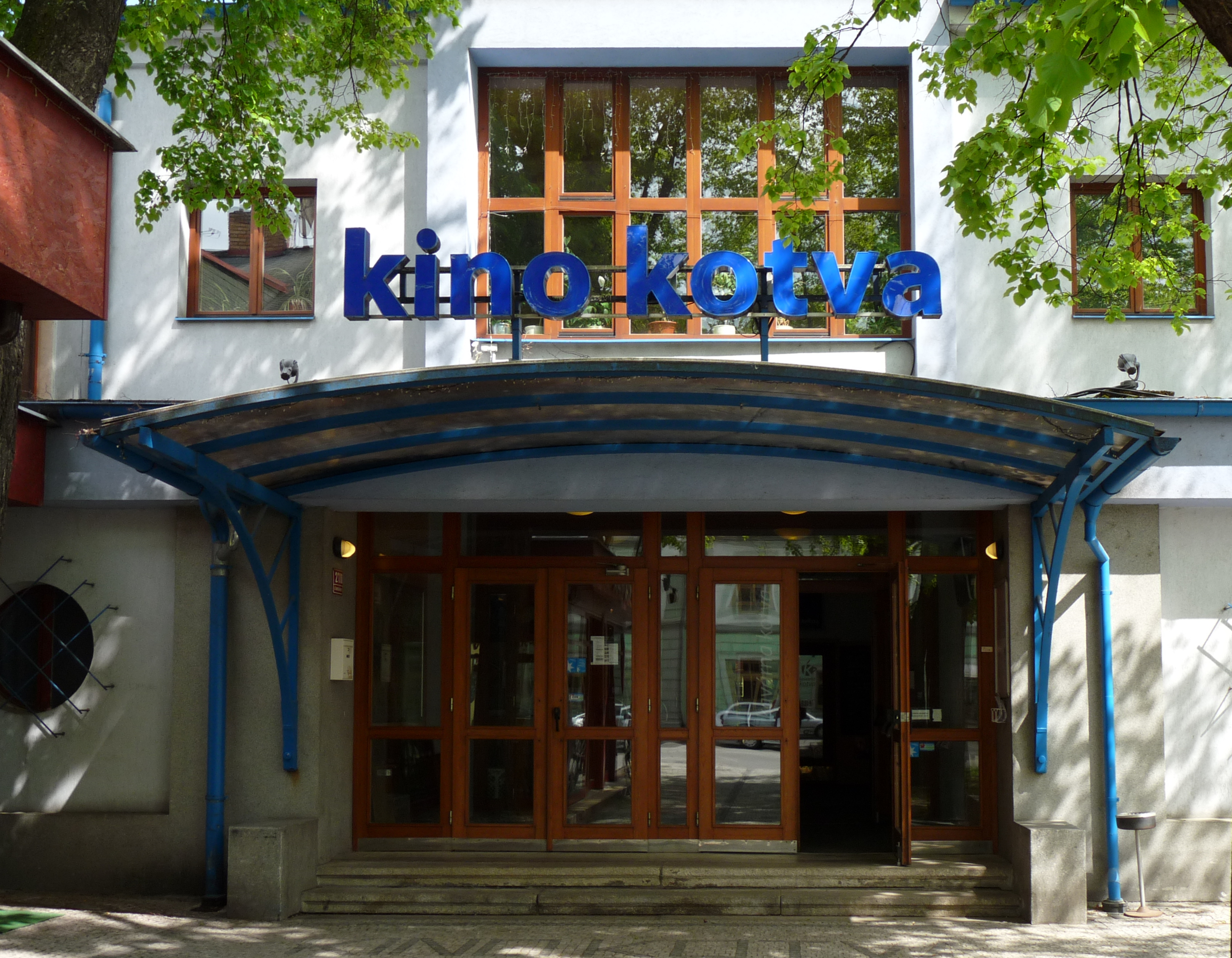
Čelní fasáda Kina Kotva, 1929, České Budějovice
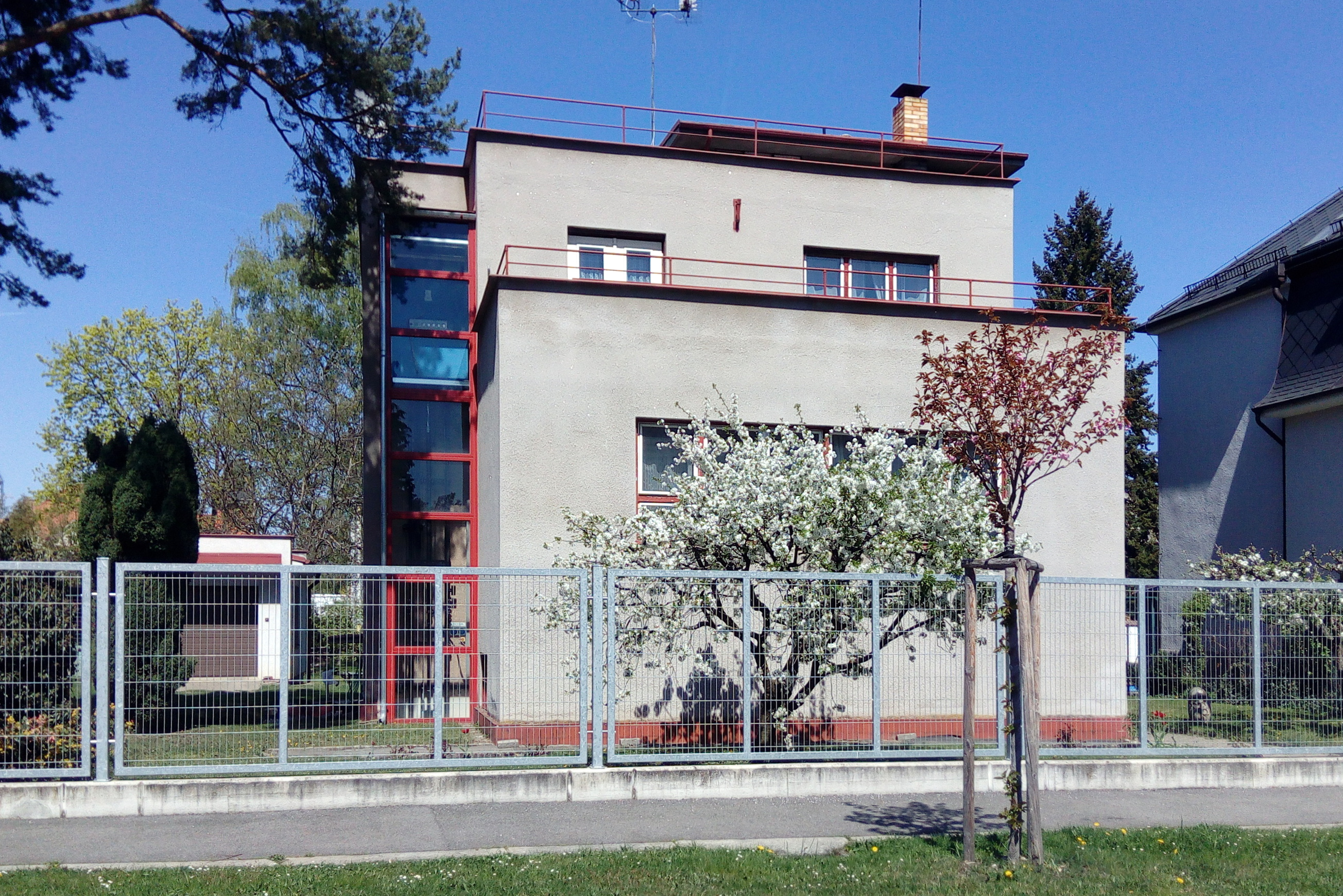
Vlastní vila v ulici S. K. Neumanna, 1930, České Budějovice